# Stressed Out
Singles de Twenty One Pilots
Tear in My Heart
(2015) Lane Boy
(2015)
Pistes de Blurryface
Heavydirtysoul
(1) Ride
(3)
Stressed Out est une chanson du duo de pop américain Twenty One Pilots, parue en 2015 sur leur quatrième album studio, Blurryface.

## Historique
Écrite par Tyler Joseph, produite et enregistré à un studio à Los Angeles et Londres par Mike Elizondo, les paroles racontent le passage compliqué de l'adolescence à l'âge adulte. La chanson a été publiée comme le quatrième single promotionnel le 28 avril 2015 sur le Google Play Store, Amazon et à la radio le 10 novembre de la même année. C'est également le premier morceau rock à dépasser le milliard d’écoute sur Spotify.

## Liste des morceaux
| 1. | Stressed Out | 3:22 |

| 1. | Stressed Out                        | 3:22 |
| 2. | Stressed Out (Remix de Dave Winnel) | 4:23 |

## Personnel musical
Twenty One Pilots
- Tyler Joseph – Chant, clavier, bass guitar
- Josh Dun – Batterie, percussions

Musiciens supplémentaires
- Mike Elizondo – Contrebasse, clavier

## Classements
| Classement (2015–16)                    | Meilleure position |
| --------------------------------------- | ------------------ |
| Allemagne (Media Control AG)            | 3                  |
| Australie (ARIA)                        | 2                  |
| Autriche (Ö3 Austria Top 40)            | 2                  |
| Belgique (Flandre Ultratop 50 Singles)  | 3                  |
| Belgique (Wallonie Ultratop 50 Singles) | 7                  |
| Canada (Hot 100)                        | 3                  |
| Danemark (Tracklisten)                  | 10                 |
| Espagne (PROMUSICAE)                    | 13                 |
| États-Unis (Hot 100)                    | 2                  |
| Finlande (Suomen virallinen lista)      | 7                  |
| France (SNEP)                           | 2                  |
| Irlande (IRMA)                          | 5                  |
| Italie (FIMI)                           | 7                  |
| Suède (Sverigetopplistan)               | 9                  |
| Suisse (Schweizer Hitparade)            | 2                  |

## Certifications
| Région        | Certification | Ventes/Streams                   |
| ------------- | ------------- | -------------------------------- |
| France (SNEP) | Diamant       | 35 millions d'équivalent streams |

## Récompenses
Le single a été considéré lors de la 59e cérémonie des Grammy Awards en 2016 comme la meilleure prestation vocale pop d'un duo ou groupe. En recevant sa récompense, Tyler Joseph déclara que quiconque, d'où que ce soit, peut faire quoi que ce soit (en anglais : anyone from anywhere can do anything").

## Clip
Dans le clip, on peut apercevoir Tyler Joseph et Josh Dun, qui vont chez l'un puis chez l'autre, pour jouer et chanter Stressed Out. Vers la fin du clip, on voit aussi leur famille. C'est aussi le clip du groupe le plus vu sur YouTube, dépassant les 3 milliards de vues.